# Белоглазая аратинга
Белоглазая аратинга (лат. Psittacara leucophthalmus) — вид птиц семейства попугаевых.

## Внешний вид
Белоглазая аратинга достигает длины 32—35 см и массы от 100 до 218 г, длина крыла — 166—188 мм. Основная окраска оперения зелёная с красными вставками на голове и шее. Красно-жёлтые перья есть и на крыльях. Хорошо заметное белое кольцо вокруг глаза дало название этому виду. Радужка оранжевая. У молодых птиц отсутствуют красные перья на голове и крыльях.

## Распространение
Обитает от востока Колумбии до Гайаны, на юг до Аргентины и Уругвая.

## Образ жизни
Живут парами или небольшими стаями от 10 до 20 птиц. Их скопления доходят до 200 птиц. Кочевые птицы, живущие иногда с синелобыми аратингами Aratinga acuticaudata. Питаются семенами, орехами, плодами.

## Размножение
В кладке 3—4 яйца. Насиживание продолжается около 26 дней. Птенцы покидают гнездо приблизительно через 8 недель.

## Содержание
Очень пугливы и, как следствие этого, долго приручаются.

## Классификация
Выделяют три подвида:
- Psittacara leucophthalmus nicefori (Meyer de Schauensee, 1946)
- Psittacara leucophthalmus callogenys (Salvadori, 1891)
- Psittacara leucophthalmus leucophthalmus (Statius Muller, 1776)